# Fabronia brachyphylla
Fabronia brachyphylla är en bladmossart som beskrevs av C. Müller in Brotherus 1895. Fabronia brachyphylla ingår i släktet Fabronia och familjen Fabroniaceae. Inga underarter finns listade i Catalogue of Life.